# Haus an den Fichten
Das Haus an den Fichten ist eine bewirtschaftete Schutzhütte des Ortsvereins Sankt Martin des Pfälzerwald-Vereins im Pfälzerwald. Sie befindet sich im südlichen Teil der Haardt im Sankt Martiner Tal. Die Hütte liegt in einer Höhe von 400 m. An der Hütte befindet sich der Sandbrunnen, dessen Quelle sich nur unweit entfernt befindet.

## Geschichte
Die Hütte wurde 1972 eingeweiht. Mit den anderen Häusern des Pfälzerwald-Vereins ist es seit 2021 mit dem Eintrag Pfälzerwaldhütten-Kultur Bestandteil des Immateriellen Kulturerbes in Deutschland der deutschen UNESCO-Kommission.

## Zugänge und Wanderungen
Die Hütte liegt nahe an der Totenkopfhöhenstraße von St. Martin nach Breitenstein. In unmittelbarer Nähe befindet sich ein Wandererparkplatz. Von der Hütte kann der Kalmitgipfel (672 m) über verschiedene Routen erreicht werden. Eine westliche Route verläuft über die Wegspinne Hüttenhohl, die südliche Route durch das Woiseltal. Beide Varianten können über den Hüttenberg (591 m) mit dem Felsenmeer verlaufen. Als Ausgangspunkt weiterer Wanderungen können Ziele über die nahe südwestlich gelegene Wegspinne an der St.-Martiner Hütte (486 m) zum Hochberg (636 m) oder zum über 600 m gelegenen Wandergebiet um den Morschenberg (608 m), Schafkopf (617 m) und Rotsohlberg (607 m) erreicht werden. In unmittelbarer Nähe befindet sich in einer Feuchtwiese des Kropsbaches der Landschaftsweiher, um den ein beschilderter Naturlehrpfad führt. Die benachbarten Hütten des Pfälzerwaldvereins sind das Kalmithaus, die Totenkopfhütte und die Edenkobener Hütte am Hüttenbrunnen.